# Wham!
I Wham! sono stati un duo pop britannico, costituito, nel 1981, dal cantante e compositore George Michael e dal chitarrista Andrew Ridgeley, scioltosi nel 1986 su iniziativa del cantante. Per un breve periodo, sono conosciuti negli Stati Uniti come Wham! U.K., a causa di un conflitto di denominazione con un'altra band, dopodiché diventarono così famosi in tutto il mondo da oscurare l'omonima band statunitense. Il nome deriva da una delle onomatopee utilizzate nei fumetti.

## Storia del gruppo

### La formazione e gli inizi
George e Andrew si conoscono in ambito scolastico, più precisamente alla "Bushey Meads" di Bushey, cittadina a pochi chilometri da Londra; entrambi appassionati di musica, incominciano nel 1979 nel gruppo Executive composto dallo stesso George, da Andrew, Paul (fratello di Andrew), da David Austin e Andrew Leaver. Il gruppo conoscerà una certa popolarità solo in ambito locale.
I Wham! cominciano la loro fortunata carriera solo dopo aver firmato un contratto-capestro con la piccola etichetta Innervision, facente capo alla major CBS, con la distribuzione affidata alla Epic Records in Europa e alla Columbia Records negli USA. George ricopre la maggior parte dei ruoli e dei compiti all'interno della band - compositore, cantante e, occasionalmente, anche musicista - ma il contributo di Andrew, oltre che come chitarrista, come suo confidente, ascoltatore, ispiratore e portavoce si rivela molto più importante di quello che può sembrare, e addirittura cruciale per il successo iniziale della band, come spiegherà anni dopo lo stesso George. Ancora teenager, i due si affermano come giovani edonisti, inclini a una vita spensierata, priva di lavoro e impegni, attitudine che si riflette nei primissimi singoli e specialmente nei relativi videoclip.
Il duo debutta con Wham Rap! (Enjoy What You Do) pubblicato nel 1982 come primo singolo. A ottobre del 1982, viene pubblicata Young Guns (Go for It!). La canzone si configura come un appello, da parte di un giovane, a un amico, affinché non butti via la propria vita, contraendo un matrimonio alquanto prematuro. Il singolo sfiora la UK Top 40. Poco dopo ai Wham! capita un colpo di fortuna, quando gli autori del celebre Top of the Pops - importantissimo spettacolo settimanale, con le classifiche ufficiali della BBC - sono costretti a cercare urgentemente ospiti musicali al di fuori della Top 40 (in contrasto con le normali politiche di selezione), per rimpiazzare un posto vacante (come era già successo a Boy George con i Culture Club di Do You Really Want to Hurt Me nel 1982). In qualità di band più vicina alla posizione numero 40, i Wham! vengono ripescati, e l'apparizione televisiva dà ben presto inizio a un vero e proprio fenomeno di massa.

### Fantastic
L'album di esordio del duo, intitolato Fantastic, viene pubblicato il 9 luglio del 1983. L'impatto dei Wham! sul pubblico, specialmente sulle ragazze teenager, è immediato e viene fatto risalire già al momento in cui i due artisti terminano la loro performance a Top of the Pops. L'aspetto di George sarà di grande aiuto: già di per sé un classico teenager di bell'aspetto, il cantante indossa un paio di espadrillas, una giacca di pelle scamosciata aperta e jeans denim arrotolati all'orlo. Mentre lui tiene saldamente la scena, Andrew gli sta dietro, affiancato dalle coriste Dee C. Lee (in seguito cantante degli The Style Council) e Shirlie Holliman. L'esibizione è costituita da un mini-spettacolo teatrale tanto quanto dalla parte propriamente musicale (in realtà mimata in playback, come prevedono le rigide regole del programma, che preferisce non rischiare di rovinare un successo assicurato, dato che i partecipanti vengono invitati soltanto a conferma di un successo acquisito in precedenza, essendo già entrati nel Top 40), con George nella parte di quello intento a divertirsi e Andrew come ragazzotto ingenuo, catturato dalla futura moglie. Come risultato, la canzone entrerà direttamente al numero 24 della hit parade, raggiungendo il Top 3 nel mese di dicembre.
I Wham! fanno seguire a questo primo successo altri 3 singoli: Wham Rap! (Enjoy What You Do) - che, in realtà, rappresenta l'effettivo primo singolo; non avendo avuto successo, viene ripubblicato una volta ottenuta la notorietà grazie a Top of the Pops -, una canzone sulla gioia di una vita basata sui divertimenti, la cui versione completa dura quasi sette minuti; Bad Boys, sul rapporto difficile tra un ragazzo ribelle e i suoi genitori preoccupati; e Club Tropicana, una satira della scena del Club 18-30, che pone le basi sia per l'immagine sia per le sonorità del successivo long playing. Ciascuna canzone è accompagnata da un video e, alla fine del 1983, i Wham! saranno rivali di gruppi quali Duran Duran, Culture Club e Spandau Ballet, ottenendo ben presto lo scettro di più grande gruppo pop britannico.
Quando, verso la fine dell'anno, il duo sparisce per registrare nuovo materiale, esce, non autorizzato, un medley, intitolato Club Fantastic Megamix, che riunisce gli unici 3 brani non estratti in formato singolo, Come On, A Ray of Sunshine e la cover Love Machine (l'unico lento del disco, la suggestiva Nothing Looks the Same in the Light, lunghissima ballad eseguita dal solo George Michael alle tastiere, era improponibile per le classifiche), mantenendo vivo l'interesse per la band. Il megamix viene pubblicato dalla Innervision, tuttavia, gli stessi Wham! fanno un appello a mezzo stampa, in cui dichiarano di non essere artefici di tale mix, di fatto boicottandolo e invitando i fans a fare altrettanto. In ogni caso, anche se non raggiungerà le primissime posizioni, il megamix entrerà comunque in classifica, riscuotendo un discreto successo nel Top 40. Da segnalare anche un altro brano, Blue (Armed with Love), lato B del 45 giri di Club Tropicana, un'inedita ballata semi-strumentale, non inserita nell'album, che costituisce l'unico inedito del gruppo. Il brano verrà ripreso qualche anno dopo, in una nuova versione dal vivo, con il testo completo e il nuovo titolo Blue (Live in China).

### Make It Big
I Wham! ritornano a maggio del 1984, con un'immagine più commerciale, sulla scia del video del successo estivo Club Tropicana. Il look ribelle, fatto di giacche di pelle nera, viene rimpiazzato da sorrisi, vestiti colorati e un visibile make-up, al fine di promuovere se stessi più come sex symbol che come portavoce di una generazione in crisi. Wake Me Up Before You Go-Go, una canzone scritta da George (partendo da un biglietto lasciatogli una notte sulla porta della camera a casa di Andrew, dallo stesso, dove si era fermato a dormire dopo aver visto una partita di calcio in tv insieme) diventerà la loro prima numero 1 nel Regno Unito (raggiungendo anche la cima delle classifiche USA), accompagnata da un altro video memorabile, in cui il duo, le onnipresenti Pepsi & Shirlie, le altre coriste e la band indossano tutte le popolari T-shirt di Katharine Hamnett, con gli slogan "CHOOSE LIFE" («scegli la vita») e "GO-GO" (ripresa dal titolo). Queste magliette diventeranno degli articoli essenziali per la moda dell'epoca, con la Hamnett che riuscirà a ritagliarsi un posticino tutto per sé nell'ambito della cultura pop, disegnando nello stesso periodo anche le T-shirt con la scritta "FRANKIE SAY" per i Frankie Goes to Hollywood.
Benché alcuni critici continuino a percepire gli Wham! come rappresentanti del cosiddetto bubblegum pop di livello infimo, molti incominciano invece ad apprezzare la reale abilità di George in qualità di compositore, allo stesso tempo lamentando il ruolo di Andrew, il cui contributo globale alla chitarra sembra destinato a un'impalpabilità crescente. Bizzarra contraddizione, il singolo successivo, pubblicato come pezzo solista di George Michael, in vista di una sua futura carriera al di fuori dal gruppo, a differenza di tutti gli altri singoli dei Wham!, viene scritto proprio insieme con Andrew (che compone la parte della chitarra ritmica per una canzone scritta da George, a soli 17 anni, durante un viaggio in autobus). Anche Careless Whisper raggiunge il numero 1 e, nell'autunno del 1984, i Wham! ritornano alla formula del duo con Freedom, un'altra hit che arriva al primo posto nelle classifiche. A novembre viene pubblicato il secondo album, Make It Big, che, oltre a contenere  Careless Whisper, arriva  alla vetta nella classifica degli album in tutto il mondo.
Subito dopo, a dicembre, i Wham! contribuiranno al progetto Band Aid, con George che parteciperà al brano Do They Know It's Christmas? tra i cantanti principali (il suo verso si colloca prima di quelli di Tony Hadley degli Spandau Ballet e di Simon Le Bon dei Duran Duran). Quest'ultimo dichiarerà poi di aver invidiato il collega per la facilità con cui ha imparato la sua parte e la confidenza con cui l'ha eseguita. Sarà proprio il pezzo della Band Aid a tenere bloccato al numero 2 il singolo doppio lato A dei Wham!, Last Christmas/Everything She Wants, la prima delle quali, vera e propria canzone di Natale (non inclusa su Make It Big), è accompagnata da un videoclip storico, girato in un residence di montagna in Svizzera, vicino a una pista da sci, la cui storia è incentrata sul fatto che l'attuale ragazza di Andrew è l'ex ragazza di George, che stava con lui "lo scorso Natale" («Last Christmas», appunto). Il doppio singolo diventerà la numero 2 più venduta nella storia delle classifiche britanniche e, in quanto tale, i Wham! doneranno tutto il ricavato all'appello contro la carestia in Etiopia.
A prima vista, il trionfo di Band Aid potrebbe dare l'impressione di aver privato i Wham! di una numero 1, tuttavia il primo posto in classifica di Do They Know it's Christmas? significa invece che George, nel 1984, ha raggiunto la prima posizione della classifica inglese dei singoli 4 volte, in 3 diverse vesti: come artista solista, come metà di un duo (2 volte) e come parte di un gruppo musicale di beneficenza - senza contare quanto appena detto sulle vendite da record della doppia numero 2 di Natale (costituita da Last Christmas, un brano che è diventato a tutti gli effetti un classico natalizio moderno, puntualmente riproposta ogni anno a dicembre, e da Everything She Wants che, oltre a essere stata definita una delle più belle canzoni mai scritte sul divorzio, rappresenta anche il vero trampolino di lancio per il George Michael compositore, che con questo brano riesce finalmente a dimostrare il proprio talento maturo).

### La Cina e il Live Aid
Nell'aprile del 1985, i Wham! si prendono una pausa dalle registrazioni, per imbarcarsi in un enorme tour mondiale, che include una visita di dieci giorni in Cina, per sondare il terreno. Presentata come un tentativo di costruire un ponte virtuale tra Oriente e Occidente, l'escursione in Cina è in realtà una sapiente operazione pubblicitaria, organizzata da uno dei due manager del gruppo, Simon Napier-Bell, che culmina con un concerto al Worker Gymnasium, a Pechino, davanti a 10.000 persone. La visita in Cina è stata la prima in assoluto mai fatta da musicisti pop occidentali. Il produttore cinematografico Martin Lewis e il regista Lindsay Anderson riprendono la tournée di 10 giorni nel film-documentario intitolato Wham! in China: Foreign Skies. Riversato su VHS, il video contiene spezzoni di concerto, il videoclip, mai commercializzato, girato per il singolo Freedom (poi inserito in un altro VHS, Wham! '85), e 3 performance integrali: Careless Whisper, Love Machine e la citata Blue (Live in China). La sigla del film è costituita invece dalla splendida ballad Like a Baby, brano di chiusura del Lato 1 di Make It Big, che, come già l'unica ballata di Fantastic, è stata composta e suonata dal solo George Michael alla tastiera. Per il resto, il documentario mette in evidenza le bellezze della Cina (comica la scena in cui George e Andrew camminano in obliquo sulla muraglia cinese) e l'impatto, sia positivo sia negativo, avuto da questa prima incursione occidentale sul chiuso universo cinese (da una parte, ci sono le scene di isteria dei fans al concerto, mentre dall'altra, colpisce la scena del netto rifiuto all'occidente, che si manifesta con la brusca interruzione della riproduzione pubblica di una musicassetta di Make It Big).
Successivamente, George incomincia a farsi crescere la barba, che poi diventerà un tratto caratteristico del suo look futuro, e appare con Andrew sul palco del Live Aid, separatamente: i due non si presentano infatti come Wham! - George canta Don't Let the Sun Go Down on Me con l'idolo di sempre Elton John, mentre Andrew si unisce a Kiki Dee nelle file dei coristi di supporto. A novembre, il duo torna insieme per un nuovo singolo, I'm Your Man, che entra direttamente al numero 1 nella classifica britannica. In questo stesso periodo, i Culture Club, i gli Spandau Ballet sono in netto declino, e tocca ai Wham! Duran Duran l'epiteto di gruppo emergente nella musica pop del Regno Unito. George intraprende una relazione con la modella Kathy Yeung, mentre Andrew incomincia a frequentare Keren Woodward delle Bananarama, trio femminile in piena ascesa, che di lì a poco sarebbe esploso in tutto il mondo con la hit Venus, e comincia a dedicarsi al suo hobby, il rally, distruggendo una macchina in un famoso incidente, prima della fine del 1985. Il campionamento di una macchina che si sfascia contro qualcosa è chiaramente udibile sul remix I'm Your Man (Extended Stimulation), seguito, subito dopo, dalla voce di Andy che, ancora brillo, farfuglia, noncurante: "Hey! Where's the pub?" («Ehi! Dov'è il bar?»), ironizzando sui titoli di giornale che tendono a dipingere Andrew come lo scavezzacollo ubriaco, tutto donne e motori, e George come il bravo ragazzo, responsabile e con la testa sulle spalle. Nella sua biografia, Bare («Nudo»), pubblicata all'inizio degli anni novanta, George riequilibrerà la situazione, rivelando anche i suoi punti deboli.
Per la prima di ripetute volte Last Christmas viene ristampata per le festività, scalando nuovamente la Top 10 britannica (stavolta, arriverà al numero 6), mentre George comincia ad accettare le offerte di unire la sua voce a quella di altri artisti, cantando, come seconda voce, per David Cassidy ed Elton John in alcuni loro singoli. Quanto a quest'ultimo, se la partecipazione vocale del cantante dei Wham! sulla lenta Nikita, tranne un sorprendente acuto sul finale, è quasi impercettibile, la scatenata Wrap Her Up diventa quasi un duetto, che permette a George di coronare il suo sogno, incidendo con il suo idolo.

### The FinaleMusic from the Edge of Heaven
Il desiderio di George di creare musica destinata a un pubblico più sofisticato, rispetto alla base dei fans teenager che inizialmente seguono il duo, porta George e Andrew ad annunciare la rottura dei Wham!, nel 1986, destinata ad aver luogo dopo un singolo di addio e un ultimo album, nonché un gran concerto finale, allo stadio di Wembley. All'unico singolo previsto, l'inno pop rock The Edge of Heaven, che raggiunge il numero 1 nel giugno 1986 (nonostante le polemiche, secondo le quali il 45 giri avrebbe raggiunto sì la vetta della classifica, ma la settimana successiva), a causa delle numerose richieste di protesta, si aggiunge un secondo singolo di addio, la cover della struggente ballata Where Did Your Heart Go?, degli Was (Not Was) (famosi in Italia per il tormentone Walk the Dinosaur). L'album viene pubblicato in due versioni, una doppia, intitolata The Final, distribuita in tutto il mondo, l'altra singola, dal titolo Music from the Edge of Heaven, commercializzata soltanto negli USA e, come prodotto d'importazione, in alcuni altri paesi.
L'edizione statunitense si configura come un vero e proprio terzo album dei Wham!, con 8 brani. Alle 3 tracce nuove - i due singoli d'addio e il lato B Battlestations - si aggiungono 4 pezzi editi, non inclusi però su nessun precedente album - i due singoli Wham! Last Christmas e I'm Your Man, il secondo singolo solista di George Michael A Different Corner e, soprattutto, la versione tratta dal film-documentario cinese Blue (Live in China) - e un remix del primissimo singolo, Wham! Rap '86, la cui nuova intro, costruita attorno al campionamento "S-s-say Wham!", viene utilizzata per lo spot pubblicitario di entrambi i dischi. L'edizione doppia internazionale è invece articolata come un tradizionale "Greatest Hits", in cui a ciascun lato corrisponde un periodo cronologico: il Lato 1 è così dedicato ai 4 singoli del primo album Fantastic del 1983; il Lato 2 comprende i primi 3 singoli di Make It Big del 1984 e Last Christmas (pubblicizzata alla fine dell'anno); il Lato 3 presenta i due singoli del 1985, Everything She Wants (pubblicizzata all'inizio dell'anno) e I'm Your Man, a cui si aggiunge l'introvabile lato B Blue (Armed with Love) che, a differenza dell'edizione statunitense (che presenta la relativa performance live di quello stesso anno), compare qui nella versione originale di studio del 1982; e il lato 4 contiene le novità del 1986, le 3 inedite e il secondo singolo solista di George.
In pratica, l'edizione singola intitolata Music from the Edge of Heaven è costituita dalle 7 canzoni del Lato 3 e del Lato 4 del doppio The Final (con l'unica differenza rappresentata dalle 2 versioni alternative, live e studio, di Blue) a cui si deve aggiungere il remix Wham! Rap '86. In alcuni paesi (tra cui l'Italia), esce anche un EP, intitolato come il primo degli ultimi due singoli, The Edge of Heaven, che raccoglie soltanto i 4 brani inediti: la title track, la reinterpretazione degli Was Not Was, Battlestations (che ricompare anche sul lato B del singolo The Edge of Heaven) e Wham! Rap '86.
Nell'omonimo concerto The Final a Wembley, durato complessivamente 8 ore, a cui hanno preso parte 100.000 persone e molti ospiti illustri, tra cui Simon Le Bon ed Elton John, i due salutano definitivamente i propri fans e l'un l'altro, con un abbraccio emozionante alla fine dello show, dopo cinque anni e molti milioni di dischi venduti. Come parte dei festeggiamenti, l'evento funge anche da prima mondiale per il film-documentario relativo al tour in Cina: così, Wham! in China: Foreign Skies diventa la prima con il maggior numero di partecipanti della storia.
La carriera solista di Andrew termina praticamente appena incominciata, dopo la pubblicazione di un unico album, Son of Albert, e un paio di singoli, di cui uno composto insieme con George. Grazie alle royalties ottenute con i Wham!, Andy non ha mai avuto problemi economici, così si è ritirato in Cornovaglia con Keren Woodward, e i due si sono successivamente sposati. Nonostante non abbia mai avuto bisogno di lavorare fin da allora, Ridgeley è diventato socio di una ditta che produce articoli da surf, il nuovo hobby a cui si dedica a tempo pieno, tenendosi accuratamente alla larga dagli occhi del pubblico. George, dopo la seconda numero 1 da solista, A Different Corner, pubblicata lo stesso anno dello scioglimento dei Wham!, continua la carriera solista, e non solo ottiene un enorme successo, ma riesce finalmente a raggiungere quel pubblico adulto che tanto desiderava.
Nel dicembre del 1986 Last Christmas viene nuovamente ristampata, ma stavolta non riesce a entrare nel Top 40. Nel1995 la cantante danese Whigfield pubblica una cover degli Wham!, sua personale versione di Last Christmas. Successivamente, Shane Richie ricanterà I'm Your Man per la raccolta fondi telethon della BBC, Children in Need.
Inizialmente George era piuttosto sarcastico quando si riferiva ai Wham!, affermando che, in realtà, il duo era andato distrutto a causa dell'eccessiva pressione, lamentandosi inoltre di molte canzoni, in particolare quelle del primo album, e della sua presentazione, pur senza rimpiangere nulla come performer. Tuttavia, il suo sguardo su quell'epoca, di recente, si è parecchio ammorbidito. Everything She Wants - una delle canzoni dell'epoca Wham! più acclamate dalla critica - non è mai uscita dalla scaletta live dei suoi concerti da solista e, nell'ultimo tour per la raccolta dei 25 anni di carriera, Twenty Five, sono state recuperate anche I'm Your Man (che ancora compariva nel tour del primo album solista, Faith) e The Edge of Heaven (in pratica mai più eseguita dal concerto d'addio dei Wham!). George avrebbe avuto intenzione di chiudere la sua carriera di solista con due date live chiamate The Final Two, ambedue a Londra all'Earls Court Olympia nell'agosto 2008, insieme con Andrew Ridgeley, per rievocare lo stesso concerto con il quale il gruppo si sciolse.

## Stile musicale
Lo stile dei Wham! era prevalentemente pop (il pop degli anni ottanta) e otteneva il loro sound caratteristico grazie al supporto di strumento come i sintetizzatori, la batteria e/o la chitarra. La virtuosa voce soul di George Michael si adatta ad atmosfere funk in brani come Club Tropicana o a sonorità più tipicamente anni ottanta come in Everything She Wants. L’influenza della Motown è resa esplicita in pezzi come la cover di Love Machine dei The Miracles.

## Formazione
- George Michael – voce (1981-1986)
- Andrew Ridgeley – chitarra elettrica (1981-1986)

## Discografia

### Album in studio
- 1983 – Fantastic
- 1984 – Make It Big
- 1986 – Music from the Edge of Heaven

### Raccolte
- 1986 – The Final
- 1997 – If You Were There (The Best of Wham!)

### Singoli
- 1982 – Wham Rap! (Enjoy What You Do)
- 1982 – Young Guns (Go for It!)
- 1983 – Bad Boys
- 1983 – Club Tropicana
- 1983 – Club Fantastic Megamix[6]
- 1984 – Wake Me Up Before You Go-Go
- 1984 – Careless Whisper
- 1984 – Freedom
- 1984 – Last Christmas/Everything She Wants
- 1985 – I'm Your Man
- 1986 – The Edge of Heaven
- 1986 – Where Did Your Heart Go?

## Filmografia
- Wham! in China: Foreign Skies (1986)
- Wham!, regia di Chris Smith - documentario (2023)

## Tournée
- 1983 – Club Fantastic Tour (Regno Unito)
- 1984-1985 – The Big Tour (Regno Unito, Giappone, Australia, Stati Uniti, Cina)
- 1985 – Whamamerica! (Stati Uniti, Canada)
- 1986 – The Final (Regno Unito)